# 布魯西奧螺旋鐵路橋
布魯西奧螺旋鐵路橋（義大利語：Viadotto elicoidale di Brusio）是一座位在瑞士格勞賓登州布魯西奧的單線螺旋型高架橋，是世界遺產名錄中貝爾尼納鐵路的特色之一。本橋由石頭建造，共有九孔，最大坡度為7%。

## 位置
本橋是位於貝爾尼納鐵路布魯西奧站和Campascio站間，就在布魯西奧南側，距聖莫里茨站約54（34英里）。

## 歷史

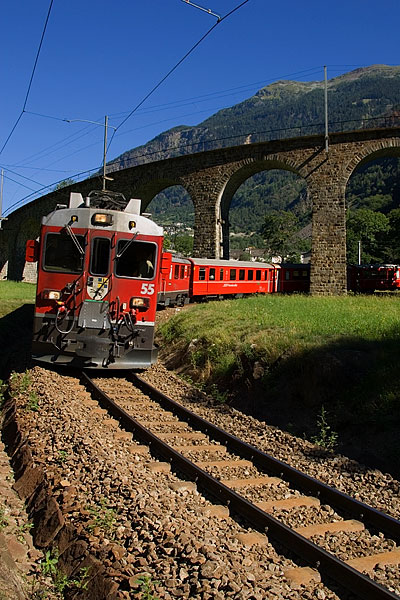
從橋下穿過的列車

本橋在貝爾尼納鐵路義大利蒂拉諾與瑞士波斯基亞沃段1908年7月1日通車時啟用。因該鐵路最大坡度限制在7%，使用螺旋型設計，以長度克服坡度限制可防止列車在坡道上溜逸或在下坡時無法受控。地理限制使最初挖掘螺旋型隧道的計畫不可行，工程師便決定建造一段半徑50至70（160至230英尺）的360度路線，這座橋便成為這段曲線的一段。
1943年，貝爾尼納鐵路被雷蒂亞鐵路收購，後者仍擁有並持續使用這座橋。

## 技術數據
- 橋樑總長：110（360英尺）
- 曲率半徑：70（230英尺）
- 坡度：7%
- 跨數：9座，每座10（33英尺）
- 建材：石

### 書目
- Belloncle, Patrick, Le chemin de fer Rhétique, 1889-1999, Les Editions du Cabri, Switzerland, ISBN 2-908816-45-8 （法文）
- Moser, Beat; Pfeiffer, Peter (2004). Die RhB. Teil 2: Berninabahn • St. Moritz – Tirano [The RhB. Part 2: Berninabahn • St. Moritz – Tirano]. Eisenbahn Journal Special-Ausgabe 2/2004. Fürstenfeldbruck: Eisenbahn Journal. ISBN 3896101285 （德文）
- Widmer, Markus, Eisenbahnbrücken, transpress, Stuttgart (Germany), ISBN 3-344-71019-2 （德文）

## 外部連結
- Brueckenweb上的Kreisviadukt Brusio （德文）
- Structurae数据库中Brusio Circular Viaduct的数据
- Webcam overlooking Brusio spiral viaduct （页面存档备份，存于） （意大利文）